# Lepthyphantes tes
Lepthyphantes tes là một loài nhện trong họ Linyphiidae.
Loài này thuộc chi Lepthyphantes. Lepthyphantes tes được Yuri M. Marusik, Heikki Hippa & Koponen miêu tả năm 1996.